# 邦达错
34°57′N 81°33′E / 34.950°N 81.550°E
邦达错（藏語：པང་བཏགས་མཚོ，威利转写：pang btags mtsho，THL：Pangtak Tso）曾名雅尔错、雅西尔错。位于中国西藏自治区西部阿里地区日土县境内，地处日土县北部，郭扎错以东，呈椭圆形，湖面海拔4902米，面积106平方公里，为一咸水湖，通过饮水河接受其西南部窝尔巴错的泻水。湖区环境恶劣，年均气温-8～16℃，年均降水量75～100毫米。湖水矿化度81.78克/升，pH值8.0，化学类型为硫酸盐型硫酸钠亚型，沉积有石盐、芒硝和无水芒硝等。